# Saint-Jal
Saint-Jal település Franciaországban, Corrèze megyében. Lakosainak száma 599 fő (2022. január 1.). Saint-Jal Chamboulive, Espartignac, Lagraulière, Pierrefitte és Seilhac községekkel határos.

## Népesség
A település népessége az elmúlt években az alábbi módon változott:
| Lakosok száma | 746  | 617  | 616  | 625  | 667  | 644  | 629  | 624  | 616  | 599  |
|               | 1968 | 1982 | 1990 | 2006 | 2013 | 2015 | 2017 | 2019 | 2020 | 2022 |